# Delcam
Delcam — один з світових лідерів в розробці CAD/CAM продуктів для моделювання, виготовлення та контролю складних виробів та технологічної оснастки.

## Історія
Компанія була заснована в 1977 році в Кембриджському університеті. В 1997 компанія стала акціонерним товариством. Постійний розвиток компанії обумовлений попитом програмного забезпечення. На сьогодні їхніми розробками користуються понад 20000 організацій в більше як 80 країнах світу.

## Продукти
- PowerMILL — пакет для підготовки високоефективних керуючих програм для фрезерних верстатів з ЧПУ.
- PowerSHAPE — сучасний пакет моделювання з твердотільним та поверхневим моделюванням.
- PowerINSPECT
- CopyCAD — пакет «зворотного проектування». Використовуючи дані з координатно-вимірювальних машин, дігітайзерів чи лазерних сканерів він дає можливість генерувати поверхні які можуть бути передані в більшість систем моделювання та інші програми Delcam.
- ArtCAM — це програмний пакет для просторового моделювання/механічної обробки, що дає можливість автоматично генерувати просторові моделі з плоского рисунка та отримувати за ними вироби на верстатах з ЧПУ.
- FeatureCAM — система підготовки керуючих програм, основана на автоматичному розпізнаванні типових елементів.

## Delcam в Україні
Взагалі станом на початок 2009 року в Україні відкрито 9-10 навчальних центрів.
22 листопада 2007 року, відповідно до угоди про співробітництво між НТУУ «КПІ» та британською компанією Delcam plc, на базі кафедри інструментального виробництва відбулося відкриття спільного навчального центру CAM/CAD технологій.
6 лютого 2009 року було відкрито навчальний центр в Житомирі, ЖДТУ.
16 червня 2012 року було відкрито навчальний центр в Маріуполі, ПДТУ.